# لوئیس سکیرا (بازیکن فوتبال)
لوئیس سکیرا (انگلیسی: Luis Sequeira؛ زادهٔ ۸ ژانویهٔ ۲۰۰۳) بازیکن فوتبال اهل آرژانتین است.
از باشگاه‌هایی که در آن بازی کرده‌است می‌توان به باشگاه ورزشی سن لورنسو آلماگرو اشاره کرد.
وی همچنین در تیم ملی فوتبال Argentina U17 بازی کرده‌است.